# 北信濃線
北信濃線（日语：／ Kita-Shinano sen */?）是一條連結長野縣長野市的長野站與新潟縣妙高市的妙高高原站，屬於信濃鐵道的鐵路線。

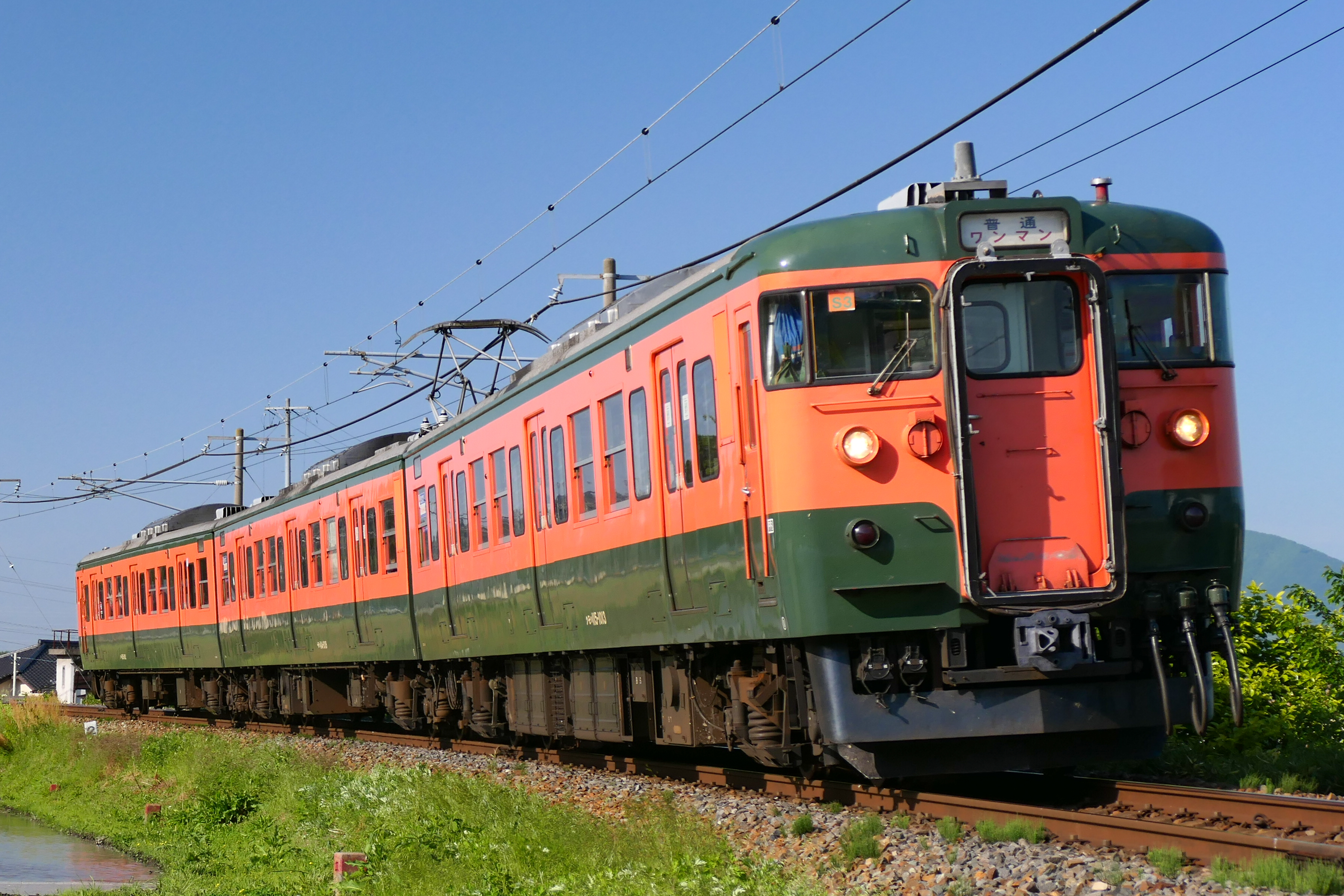
牟禮站至豐野站間的國鐵115系電聯車 (2022年5月)

## 路線資料
- 管轄、路線距離（營業距離）：
  - 信濃鐵道（第一種鐵道事業者）：
    - 長野站－妙高高原站間 37.3公里[3]
距離標（日语：距離標）沿用信越本線時期（高崎為起點），線內各平交道書寫的距離也是信越本線時代由高崎起計算的距離。

  - 日本貨物鐵道（第二種鐵道事業者）：
    - 長野站－妙高高原站間 37.3公里
- 軌距：1067毫米
- 站數：8個（包括起終點站）
  - 飯山線的運行調整與沿線各站的一括管理的執行由豐野站站長與社員配置，除了越後心跳鐵道管理的妙高高原站以外各站的營運，原則上委托所在市町等。長野站與JR東日本共同使用。
- 複線路段：
  - 長野站－北長野站間[注 1]
  - 黑姬站－妙高高原站間
- 電氣化路段：全線電氣化（直流電1500V）
- 閉塞方式：自動閉塞式
- 最高速度：95公里/小時
- 保安裝置：ATS-SN
- 運轉指令所：上田指令室（CTC）

## 營運模式
定期列車方面，現時共有2種運行模式：長野～妙高高原間每天行駛21來回；長野～豐野間平日3來回、假日1來回，另外直通飯山線的班次，每天設有16班下行及15班上行，等級全為普通列車。另外，每天由信濃鐵道線小諸站亦設有2班下行及1班上行班次可直通至妙高高原站。
全線採用一人控制運作模式，以3輛編成的列車行駛，但在早上繁忙時間，長野～妙高高原及長野～豐野間各1來回會增結至5輛編成運行。
相比以往信越本線的運行可直通至新潟縣直江津站，轉換為北信濃線後這安排被完全取消，下行列車最遠均只能到達作為境界站的妙高高原站，前往新潟縣的乘客，必須在此轉乘越後心跳鐵道妙高躍馬線的列車繼續行程。為減低轉乘時的不便，採用與泊站相同的轉換模式：兩線的列車停在同一月台上，乘客下車後只需向前行至另一列列車便可以。一般情況下，兩線轉換時間大多能在10分鐘內完成，但亦有個別班次，等候時間或會超過半小時。
另外，JR貨物每天有2來回班次會途經長野～北長野間。

## 使用車輛
- 電車

- 信濃鐵道115系

- 氣動車

- JR東日本Kiha100系柴油動車組

- 長野～豐野間飯山線直通列車，由JR東日本長野長野綜合車輛中心所屬。JR東日本的駕駛員及車掌獲授權可於北信濃線上服務。

## 車站列表
- 站名欄帶有◆、◇顯示該站是貨物處理站（◇沒有定期貨物列車發着）。
- 定期列車全部只限普通列車運行。信濃鐵道線直通快速列車在北信濃線內也作為普通列車各站停車。
- 軌道 … ∥：複線路段，∨：此起往下為單線，∧：此起往下為複線，◇、｜：單線路段（◇是可進行列車交會的車站）

| 中文站名 | 日文站名 | 英文站名 | 站間營業距離 | 累計營業距離 | 接續路線                                                | 軌道 | 所在地       | 所在地       | 所在地       |
| -------- | -------- | -------- | ------------ | ------------ | ------------------------------------------------------- | ---- | ------------ | ------------ | ------------ |
| 長野◇    |          |          | -            | 0.0          | 東日本旅客鐵道：北陸新幹線、■信越本線 長野電鐵：■長野線 | ∥    | 長野縣       | 長野市       | 長野市       |
| 北長野◆  |          |          | 3.9          | 3.9          |                                                         | ∨    | 長野縣       | 長野市       | 長野市       |
| 三才     |          |          | 2.9          | 6.8          |                                                         | ◇    | 長野縣       | 長野市       | 長野市       |
| 豐野     |          |          | 4.0          | 10.8         | 東日本旅客鐵道：■飯山線                                 | ◇    | 長野縣       | 長野市       | 長野市       |
| 牟禮     |          |          | 7.8          | 18.6         |                                                         | ◇    | 長野縣       | 上水內郡     | 飯綱町       |
| 古間     |          |          | 6.5          | 25.1         |                                                         | ｜   | 長野縣       | 上水內郡     | 信濃町       |
| 黑姬     |          |          | 3.8          | 28.9         |                                                         | ∧    | 長野縣       | 上水內郡     | 信濃町       |
| 妙高高原 |          |          | 8.4          | 37.3         | 越後心跳鐵道：■妙高躍馬線                               | ∨    | 新潟縣妙高市 | 新潟縣妙高市 | 新潟縣妙高市 |

- 北信濃線的車站當中除古間站都有人駐守，但除長野站、豐野站與妙高高原站以外早上、晚間都無人駐守（有一部日間休止營業的車站）。

1. ↑  途經篠之井站的■篠之井線與■信濃鐵道線直通運行。
2. ↑  飯山線的路線起點是豐野站，但運行系統所有列車都直通至長野站。